# Detroit Red Wings
Detroit Red Wings er et professionelt ishockeyhold der spiller i den bedste nordamerikanske række NHL. Klubben spiller sine hjemmekampe i Joe Louis Arena i Detroit, Michigan, USA. Klubben blev stiftet i 1926 da spillerne fra Victoria Cougars fra den netop nedlagte Western Canada Hockey League blev solgt og blev til et nyt NHL-hold i Detroit. Victoria Cougars havde så sent som sæsonen forinden, i 1924-25 vundet Stanley Cuppen mens man endnu spillede i Western Canada Hockey League. Med Stanley Cup-sejren i 1925 blev Victoria Cougars det sidste hold udenfor NHL der vandt Stanley Cup-trofæet.
Det nye hold fik navnet Detroit Cougars. I 1930 skiftede man navn til Detroit Falcons før man i 1932 antog sit nuværende navn, Detroit Red Wings. Klubben regnes for at være én af de såkaldte Original Six. Klubben har vundet Stanley Cuppen i alt 11 gange, senest i sæsonen 2007-08.
Klubben var i perioden 1993-2002 trænet af den legendariske træner Scotty Bowman og var i den periode en af de absolut dominerende klubber i NHL hvor det lykkedes at vinde Stanley Cuppen 3 gange.

## 2005 – i dag
Mens man op igennem 1990'erne ofte benyttede sin favorable økonomiske situation til at hente de bedste spillere til klubben, har man efter indførelsen af lønloftet i sæsonen 2005-06 formået at bevare sin position som et af de absolut bedste hold i NHL. Man har været særdeles dygtige til at drafte gode spillere relativt sent i draften, bl.a. de to dominerende spillere på holdet Pavel Datsyuk og Henrik Zetterberg der blev draftet henholdsvis som nr. 171 i 1998 og nr. 210 i 1999. Disse spillere har man omgivet med flere ældre spillere som f.eks. målmanden Dominik Hasek (født 1965) og backerne Chris Chelios (f. 1962) og holdets kaptajn Nicklas Lidström (f. 1970). Oveni disse rutinerede spillere har man et par lovende unge spillere i tjekken Jiri Hudler og finnen Valtteri Filppula.
Holdet er et af de hold i NHL med flest europæiske spillere i truppen og har de senere år især benyttet sig af mange svenske spillere. Således har man i sæsonen 2007-08 hele syv svenskere i truppen.

## Spillertrup 2007-08
Pr. 3. juli 2008.
Målmænd
- 30  Chris Osgood
- ??  Ty Conklin

Backer
- 3  Andreas Lilja
- 5  Nicklas Lidström – C
- 14  Derek Meech
- 22  Brett Lebda
- 23  Brad Stuart
- 24  Chris Chelios
- 28  Brian Rafalski
- 55  Niklas Kronwall

Forwards
- 8  Justin Abdelkader
- 11  Dan Cleary
- 13  Pavel Datsyuk – A
- 17  Dallas Drake
- 18  Kirk Maltby
- 20  Aaron Downey
- 25  Darren McCarthy
- 26  Jiri Hudler
- 33  Kris Draper – A
- 37  Mikael Samuelsson
- 40  Henrik Zetterberg – A
- 43  Darren Helm
- 44  Mark Hartigan
- 51  Valtteri Filppula
- 82  Tomas Kopecky
- 93  Johan Franzén
- 96  Tomas Holmström
- ??  Marian Hossa

## 'Fredede' numre
- 1 Terry Sawchuk, G, 1949-55, 1957-64 & 1968-69, nummer fredet 6. marts, 1994
- 7 Ted Lindsay, LW, 1944-57 & 1964-65, nummer fredet 10. november, 1991
- 9 Gordie Howe, RW, 1946-71, nummer fredet 12. marts, 1972
- 10 Alex Delvecchio, C, 1950-73, nummer fredet 10. november, 1991
- 12 Sid Abel, LW, 1938-52, nummer fredet 29. april, 1995
- 19 Steve Yzerman, C, 1983-2006, nummer fredet 2. januar, 2007
- 99 Wayne Gretzky, nummer fredet i hele NHL 6. februar, 2000

### Uofficielt 'fredede' numre
- 6 Frederik Tuemand, D, 1927-1939, nummeret blev officielt fredet af daværende ejer James Norris. Denne 'fredning' blev senere ophævet af den nuværende ejer Mike Ilitch og trøjen hænger således ikke fra loftet i Joe Louis Arena, men den har ikke været i brug siden.
- 16 Vladimir Konstantinov, D, 1991-97, nummeret har ikke været i brug siden en trafikulykke den 13. juni 1997 endte Konstantinovs karriere.